# Les Crassées
Les Crassées est un site archéologique situé à Saint-Dizier, en Haute-Marne.

## Contexte géographique et historique
Saint-Dizier est une agglomération créée sur la rive gauche de la Marne par un seigneur de Moëslains et habitée par un peuple alto-médiéval. Le site des Crassées a été habité du Ier au XIIe siècle alors que Saint-Dizier n'existe pas encore.
Le village a plus tard été abandonné et les habitants se sont déplacés sur l'autre rive de la Marne. 
Le site archéologique des Crassées s’étend sur 1 hectare exploitable et a été acquis par la ville de Saint-Dizier, au début des années 2000, étant à l'origine de nombreuses découvertes antiques et médiévales, dont une villa gallo-romaine, 800 tombes, des sarcophages, des corps entourés de bijoux précieux, ainsi qu’une église.
C’est un site, connu des archéologues depuis 150 ans, qui a été occupé à l’époque gallo-romaine (Ier – Ve siècles) et alto-médiévale (VIe – XIIe siècles).  Il est divisé en deux zones : dans la première zone, on trouve une villa gallo-romaine (qui appartenait à des riches aristocrates), une nécropole mérovingienne et, dans la deuxième zone, on retrouve un cimetière carolingien avec son église. En 10 ans de fouilles, les archéologues ont étudié 1 600 m2.
La fouille de la nécropole est engagée depuis 2011 avec la participation de l'Institut national de recherches archéologiques préventives (Inrap), via des méthodes modernes : c’est une grande découverte pour la Haute-Marne. Une quarantaine de professionnels et de bénévoles organisent, sur le terrain, des journées portes ouvertes dans le cadre des Journées européennes de l'archéologie, les visiteurs peuvent observer les archéologues et les vestiges dégagés. On y retrouve aussi des activités pour les enfants ou encore un musée en lien avec le site archéologique.
Les fouilles archéologiques des Crassées ont lieu chaque été depuis 2011. Elles sont situées, à Saint-Dizier, contre la zone du Chêne Saint-Amand, qui contient des éléments clés pour comprendre le passé et la création de la ville.
L’Inrap et trois établissement scolaires, à savoir les collèges Luis-Ortiz et Anne-Frank ainsi que  le lycée Saint-Exupéry, ont renouvelé leur partenariat. Les élèves du collège Anne-Frank vont tous les ans aux Crassées pour faire des fouilles dans la villa et dans le cimetière.

## Agencement
Le site des Crassées se trouve sur la rive gauche de la Marne et l’on y découvre des objets datant du passé antique et médiéval.
Les fouilles aux Crassées ont débuté en 2011, elles se concentrent sur 1 600 m2 ouverts sur le plateau et à la rupture de la pente. Les campagnes se consacrent à deux secteurs principaux : un secteur a l’extrémité sud-ouest dans la pente menant à la villa gallo-romaine et un autre aux abords de l’église au centre du secteur.

## Occupation gallo-romaine

### Généralités
Ces fouilles mettent au jour un établissement  foncier et immobilier d'une élite gallo-romaine.
On y retrouve les premiers murs maçonnés de l’histoire de France datés de l’an 50 ainsi qu’un bâtiment gallo-romain et un cimetière. Au Sud, se situe une nécropole médiévale sur un bâtiment résidentiel antique et au Nord des bains privées antiques.

### Villa gallo-romaine
La villa gallo-romaine est accompagnée d’une source sur la partie basse du terrain dans les salles balnéaires (thermales) du bâtiment résidentiel de la villa. On a retrouvé une pièce dite « chaufferie » où des domestiques faisaient du feu pour une piscine (bain) chaude.

### Un sarcophage remarquable
Les archéologues ont découvert les vestiges d’une église et ils l’ont fouillée. Aux abords de cette église, ils ont trouvé un dixième sarcophage, un des deux seuls dont le couvercle soit encore en place. Il date de l’époque médiévale et présente plusieurs fissures, mais le squelette à l’intérieur est intact. La décomposition du corps est intervenue sans faire aucune perturbation intérieure, tandis que les ossements, qui ont au moins mille ans, sont dans la position dans laquelle la défunte, qui pourrait bien être une femme, a été inhumée. Elle était accompagnée d’un dépôt de céramique ainsi que d’une garniture de ceinture.

## Occupation médiévale

### Sépultures
De nombreuses tombes d’enfants retrouvées ont permis aux archéologues de penser qu’autrefois le site de fouille était une église.
Les structures fouillées se concentrent dans la nef, le chœur et à l’extérieur de l’église. 824 structures funéraires ont été retrouvées sur le site et on a pu identifier deux types de sépultures : les tombes en place (sépulture primaire) et celles de réduction (sépulture secondaire). Elles englobent 526 individus adultes et 298 individus immatures.
Les fosses sépulcrales sont creusées dans le substrat pour le premier secteur. Le comblement des tombes composé d’un sédiment plus brun facilite leur délimitation contrairement aux structures du second secteur qui présentent des limites peu claires, la reconnaissance s’améliore tout de même grâce au substrat que l’on y approche. On a retrouvé deux types de fosses : celles de forme ovale et celles de forme rectangulaire.
Les individus sont tous en décubitus au sein de ces fosses, c’est-à-dire qu’ils sont allongés sur le dos. Cette position peut être variable d’un individu à un autre. Les membres inférieurs sont généralement en extension, mais les membres supérieurs présentent des positions variées (soit de part et d’autre du corps, soit repliés sur le pubis, soit repliés sur l’abdomen).
L’espace de décomposition de l’individu n’a pas toujours pu être déterminé, à cause des mauvaises représentations et conservations du squelette. Quand cela a été possible, il a été mis en évidence que les corps se sont décomposés dans des contenants rigides périssables (de type coffrage ou cercueil). Souvent, des indices d’enveloppes souples de type linceul ou vêtement ont été mis en lumière. Une fois l’individu enterré, ces zones ont subi des infiltrations progressives de dépôt de matières (sédiment). Les ossements relèvent des usures dentaires ce qui laisse à penser que les Bragards utilisaient leurs dents pour des activités artisanales,.
Des traces de manipulations anthropiques post mortem de type pillage ont été relevées sur plusieurs sépultures,,.